# Bosset
Bosset település Franciaországban, Dordogne megyében. Lakosainak száma 233 fő (2022. január 1.). Bosset Les Lèches, Lunas, Saint-Georges-Blancaneix, Fraisse és Saint-Géry községekkel határos.

## Népesség
A település népességének változása:
| Lakosok száma | 204  | 182  | 206  | 202  | 197  | 207  | 215  | 213  | 219  | 233  |
|               | 1968 | 1982 | 1999 | 2006 | 2011 | 2015 | 2017 | 2018 | 2020 | 2022 |